# Sobrevilla
Sobrevilla es una entidad de población española del municipio de Ayala, perteneciente a la provincia de Álava, en la comunidad autónoma del País Vasco.

## Historia
Hacia mediados del siglo XIX, el lugar, ya por entonces referido como un barrio de Sojo, tenía contabilizada una población de cinco habitantes. Aparece descrito en el decimocuarto volumen del Diccionario geográfico-estadístico-histórico de España y sus posesiones de Ultramar de Pascual Madoz con las siguientes palabras:

SOBREVILLA: barrio en la prov. de Alava, part. jud. de Amurrio, ayunt. de Ayala, térm. de Sojo: 5 casas.
(Madoz, 1849, p. 419)